# Бишкінь (притока Сули)
Бишкінь (або Бишкин) — річка в Україні, в межах Роменського району Сумської області. Права притока Сули (басейн Дніпра).

## Опис
Довжина 38 км, площа водозбірного басейну 207 км². Річище завширшки до 2 м, у пониззі звивисте. Похил річки 1,2 м/км. Долина коритоподібна, завширшки 2 км. Влітку подекуди пересихає. Використовується на іригаційні потреби. На річці споруджено ставки комплексного призначення.

## Розташування
Річка бере початок на північний захід від села Сулими. Тече переважно на південний схід, у пригирловій частині — на південь. Впадає до Сули на південь від села Ракова Січ. 
Основна притока: Сміла, Хусть (ліва).

## Населені пункти
Над річкою розташовані такі села (від витоків до гирла): Сулими, Сміле, Томашівка, Малі Будки, Ракова Січ.